# Biserica de lemn Sf. Ioan Botezătorul din Fărcășești

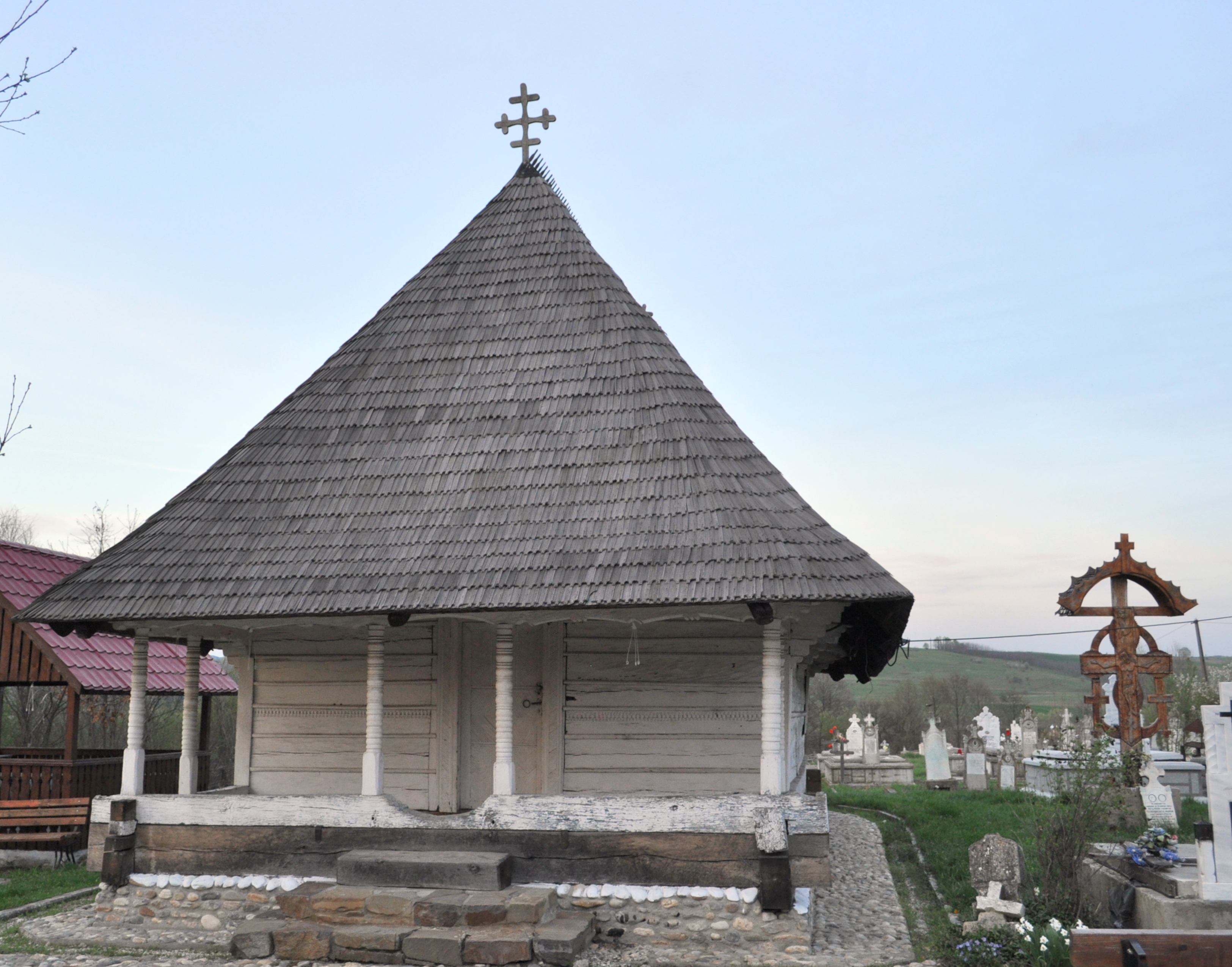
Biserica de lemn „Sfântul Ioan Botezătorul” din Fărcășești, comuna Fărcășești, județul Gorj, foto: aprilie 2018.

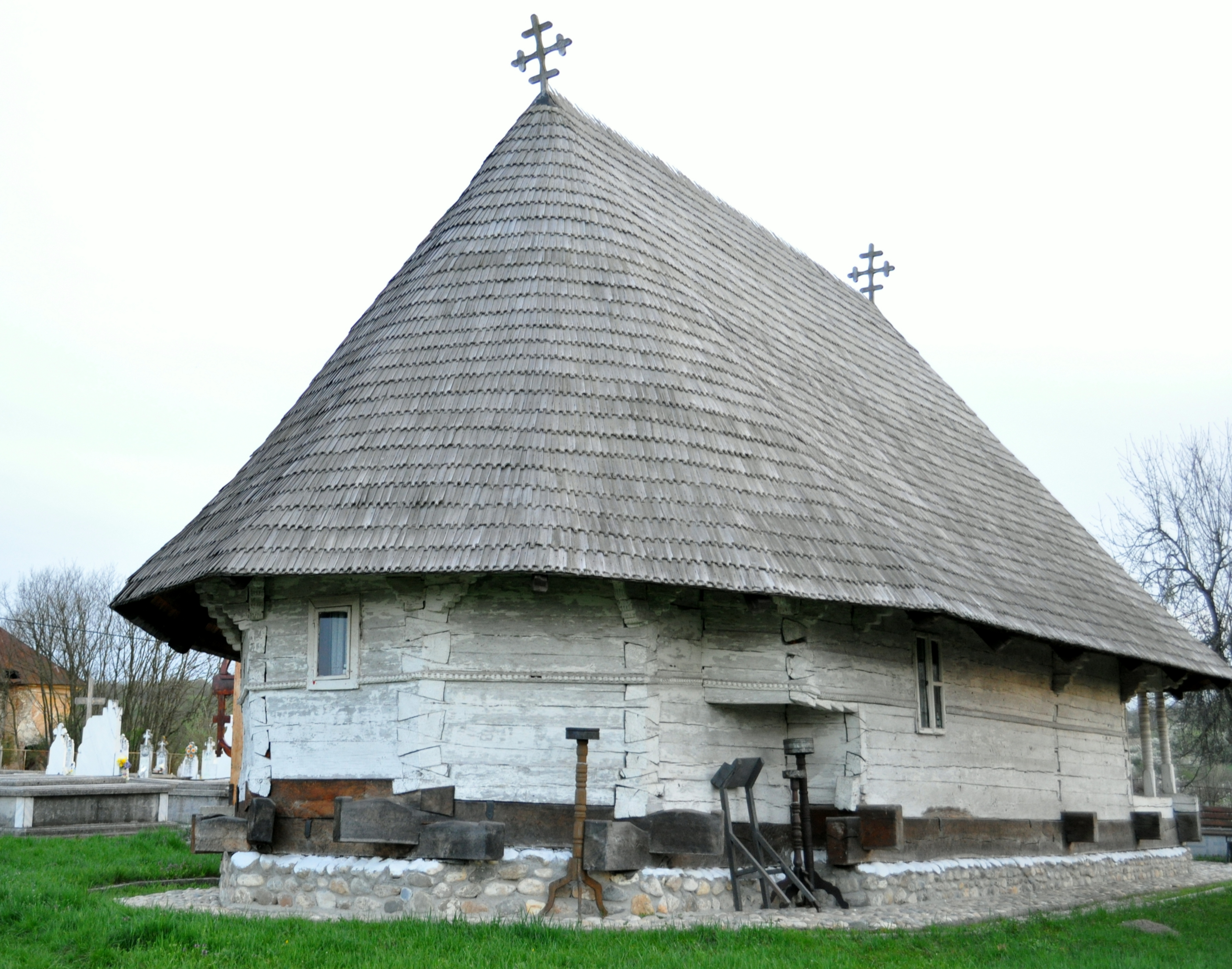
Biserica (nord-est)

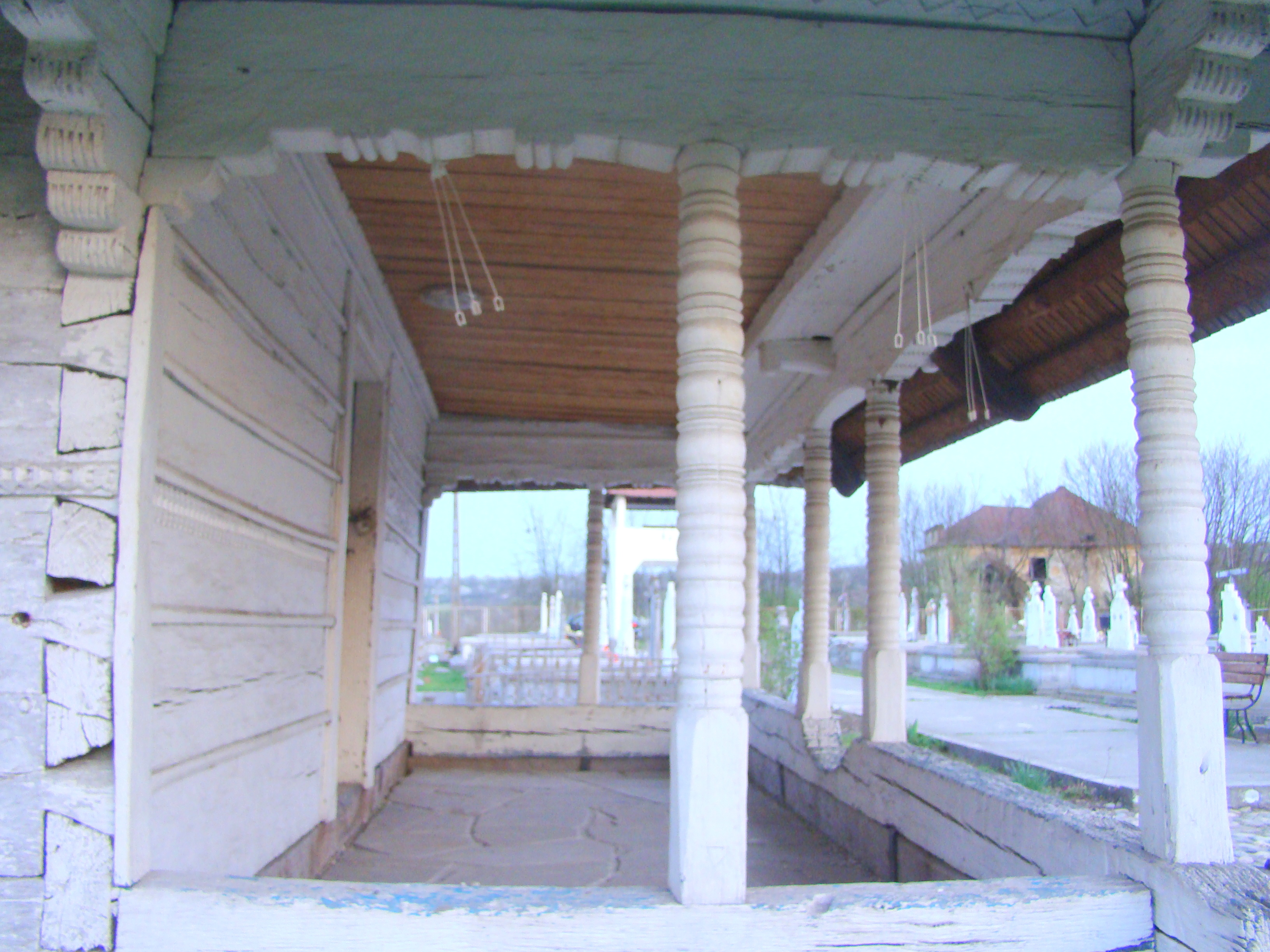
Pridvorul

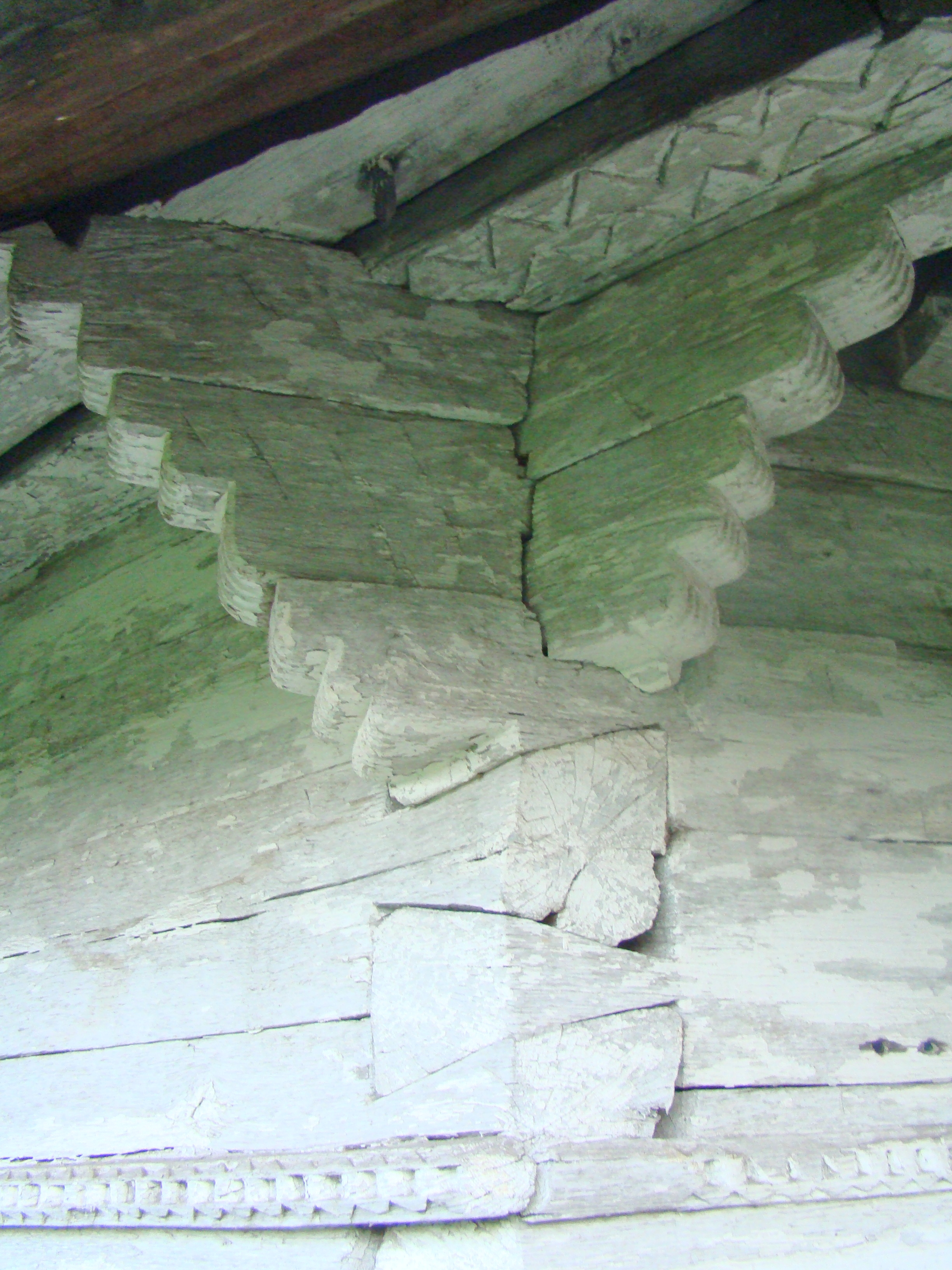
Console

Biserica de lemn „Sfântul Ioan Botezătorul” din Fărcășești, comuna Fărcășești, județul Gorj, datează din anul 1848. Biserica se află pe noua listă a monumentelor istorice sub codul LMI:  GJ-II-m-B-09300.

## Istoric și trăsături
Biserica de lemn „Sfântul Ioan Botezătorul" din cătunul Broștenița, satul Fărcășești, a fost ridicată în anul 1848, din lemn de stejar, folosindu-se, probabil, și elemente ale uneia mai vechi, din secolul XVIII. Bârnele sunt îmbinate în coadă de rândunică. Ea a fost renovată în 1876. La începutul secolului XX, biserica a fost închisă, datorită stării avansate de degradare. Între anii 1937 – 1938 au avut loc reparații capitale, fiind înlocuit acoperișul.
Planul este tipic pentru bisericile de lemn din zona de nord a Olteniei: biserică de tip navă, cu altarul decroșat, poligonal, retras pe laturile de nord și sud, pentru obținerea proscomidiei (nișa din latura de nord a altarului) și diaconiconului (firidă în dreapta altarului). Biserica nu are turlă; are în schimb un pridvor, susținut de 6 stâlpi de lemn, iar acoperișul este din șiță.
În anul 2009, biserica a intrat într-un proces de renovare și consolidare, lucrările fiind finanțate de Ministerul Culturii și Consiliul Local Fărcășești. A fost resfințită în data 9 septembrie 2013, în ziua de pomenire a Sfinților Ioachim și Ana, care a devenit al doilea hram al bisericii.

## Galerie de imagini

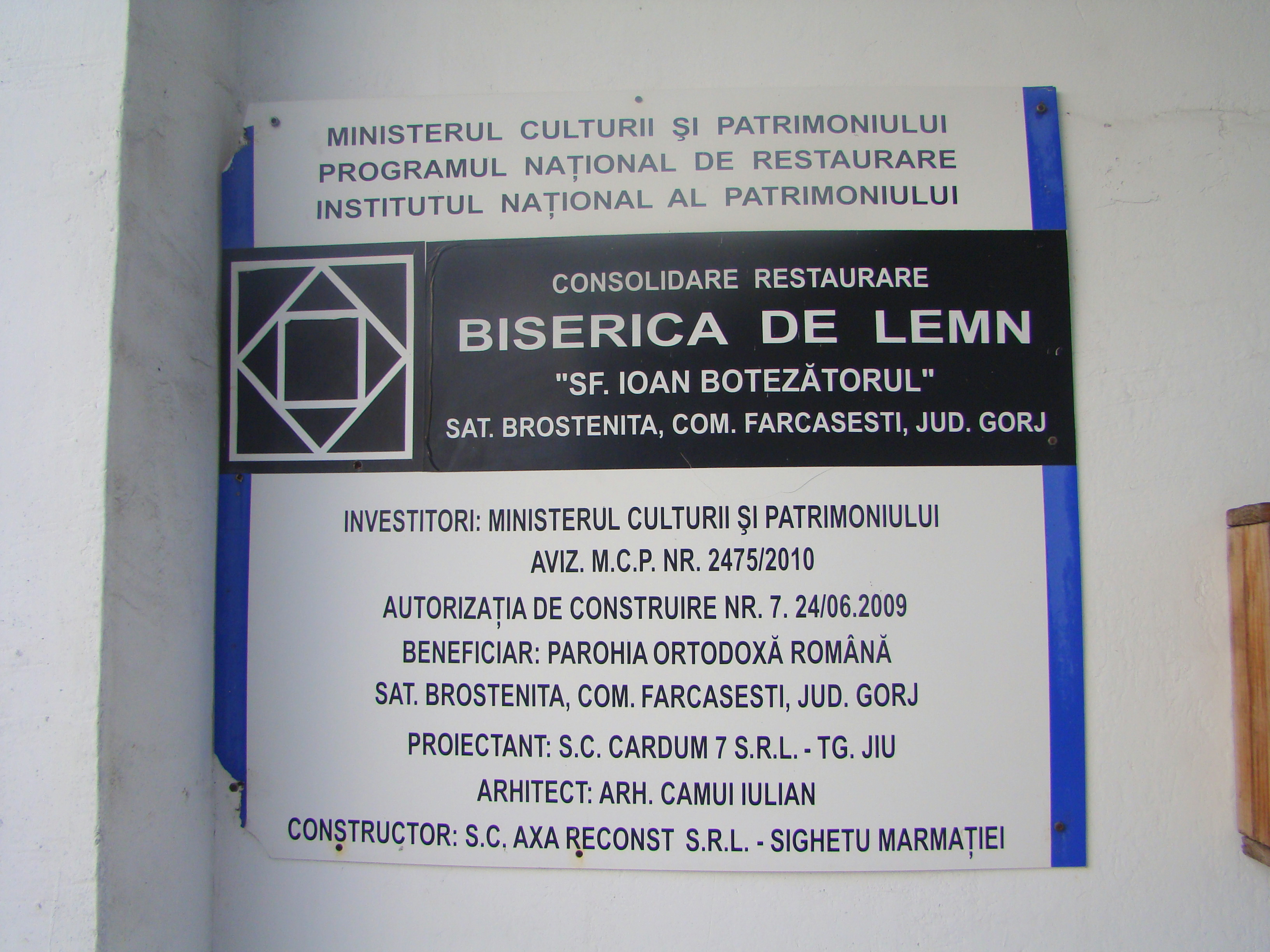
Tablă de monument
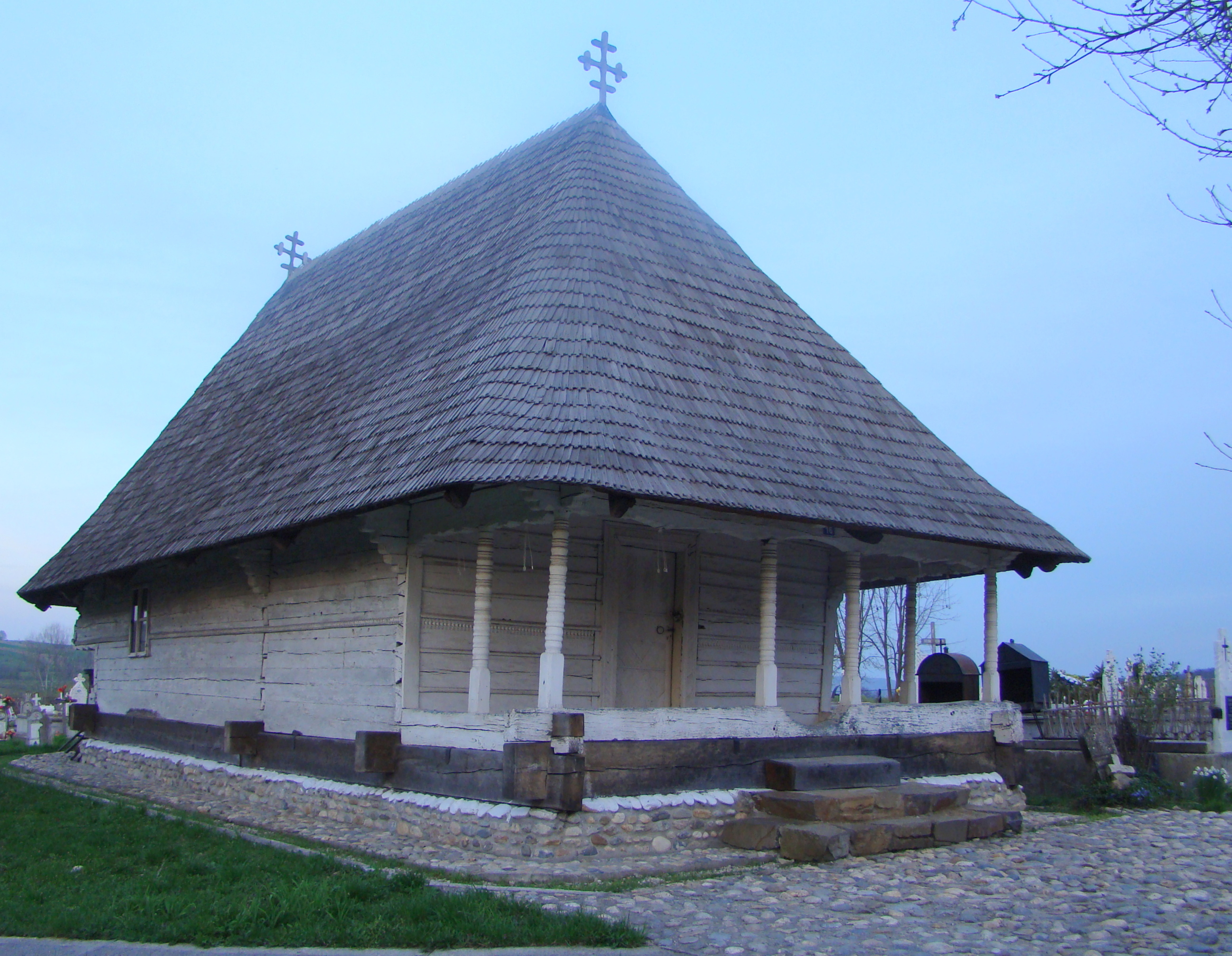
Biserica (nord-vest)
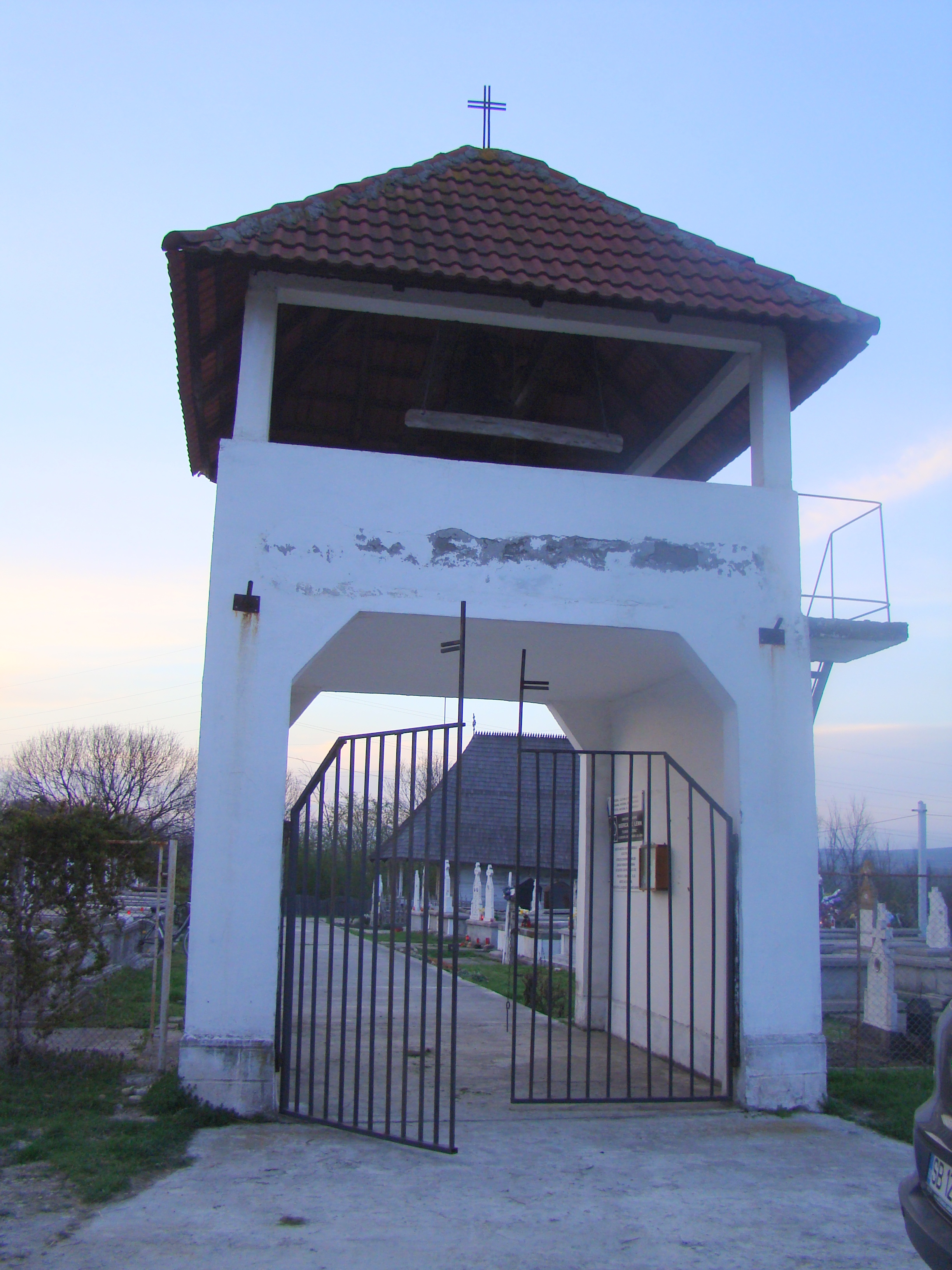
Clopotniţa
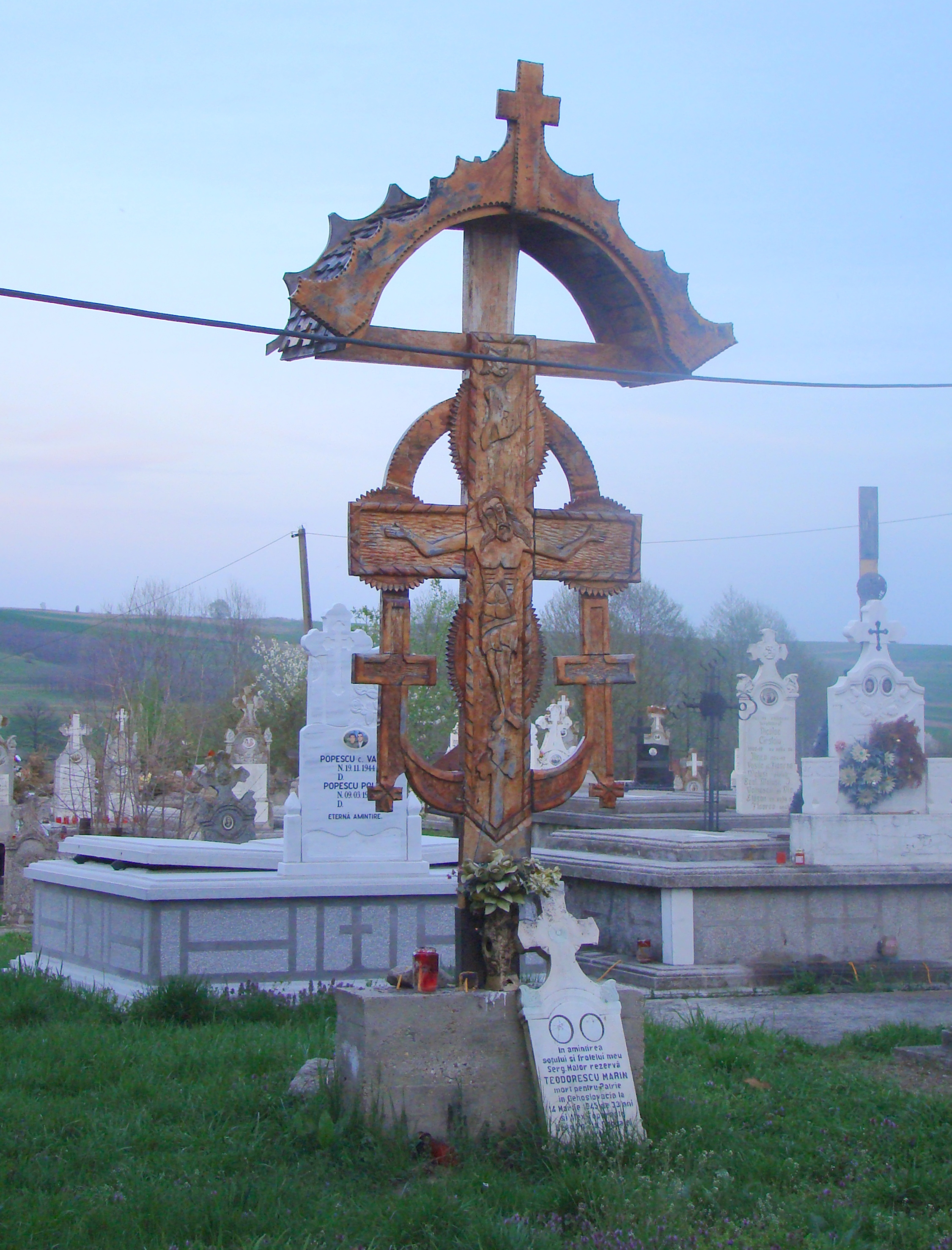
Troița
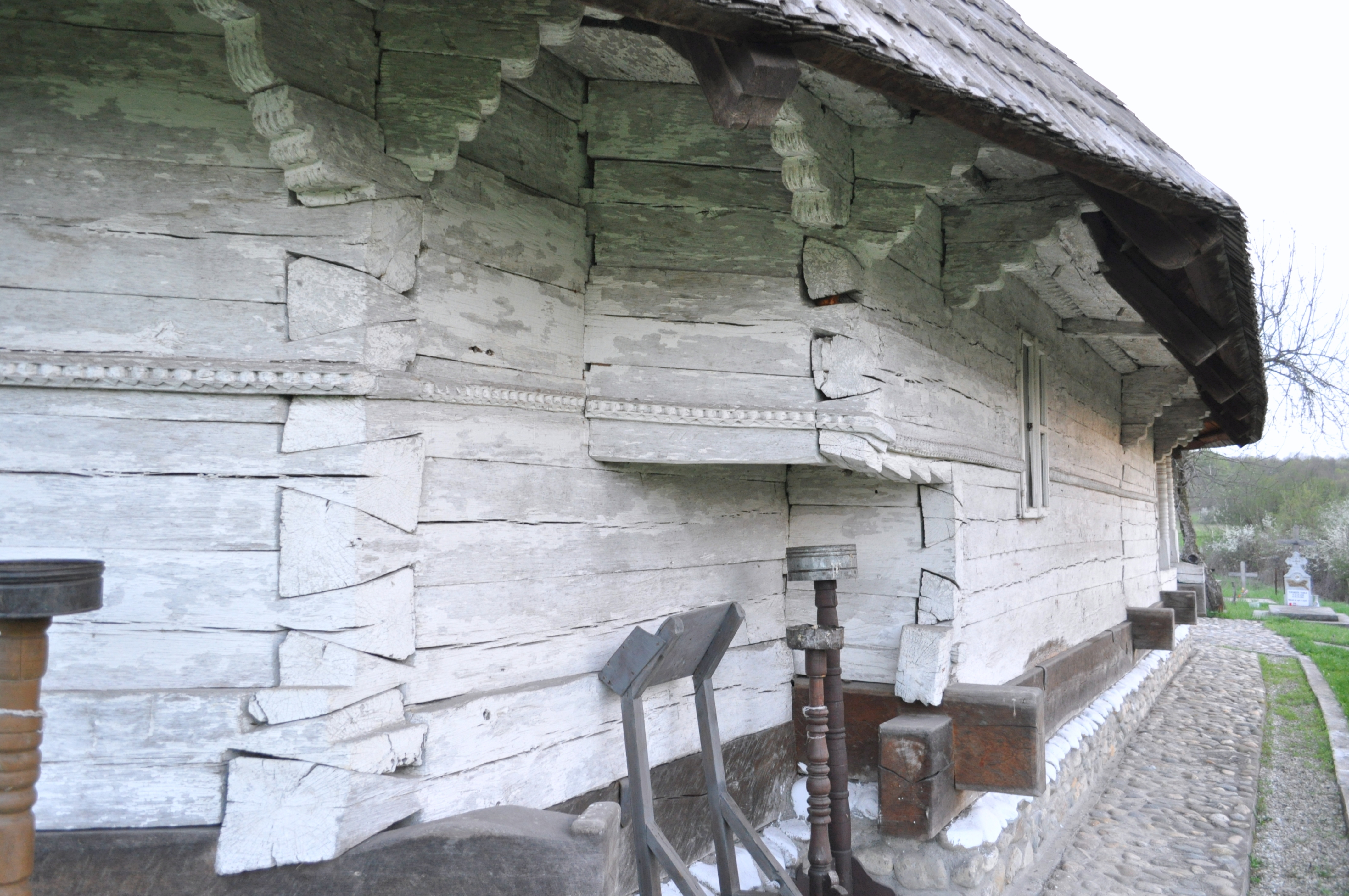
Latura de nord, cu decroşul absidei altarului, console şi îmbinări
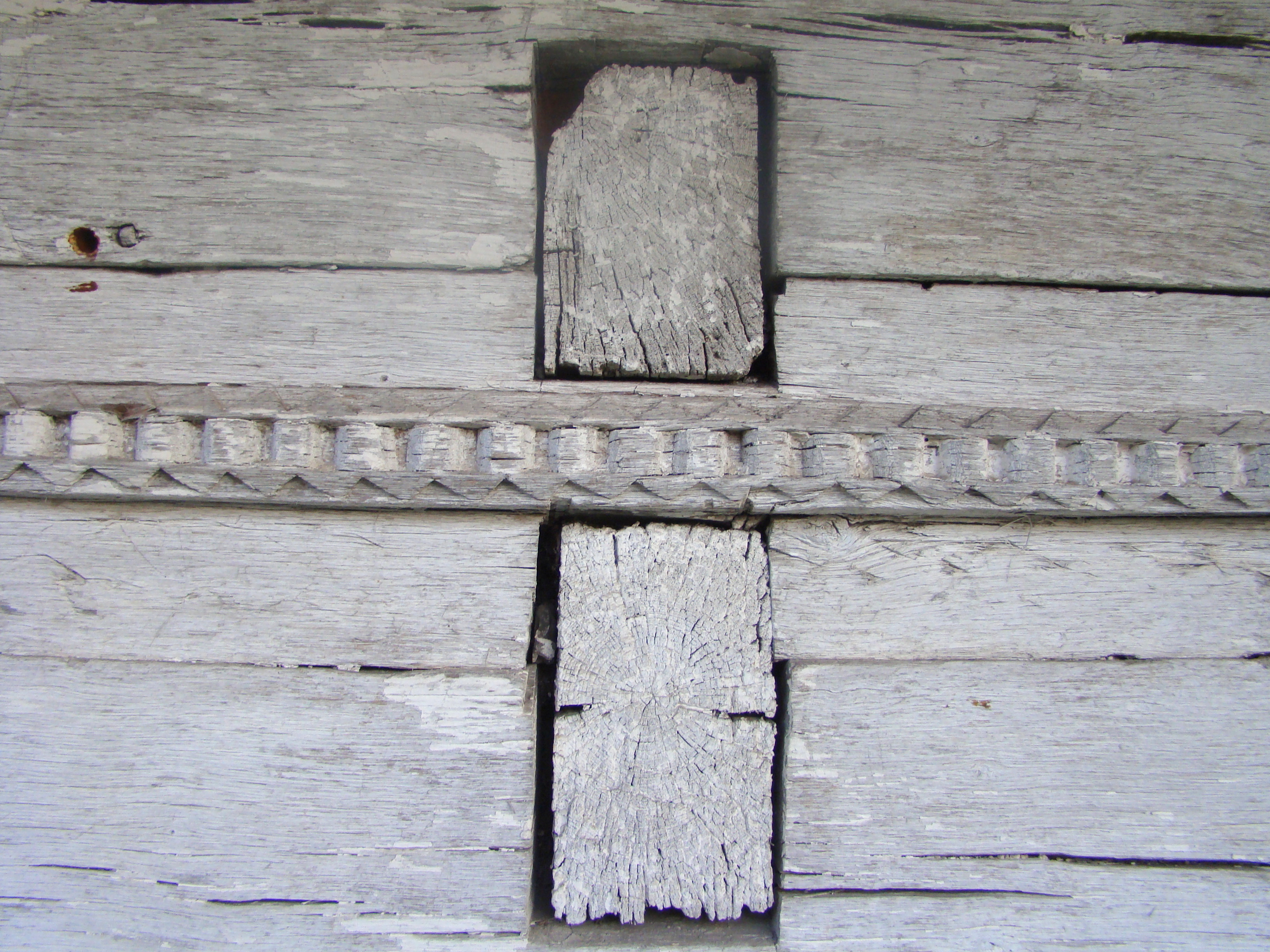
Brâu median
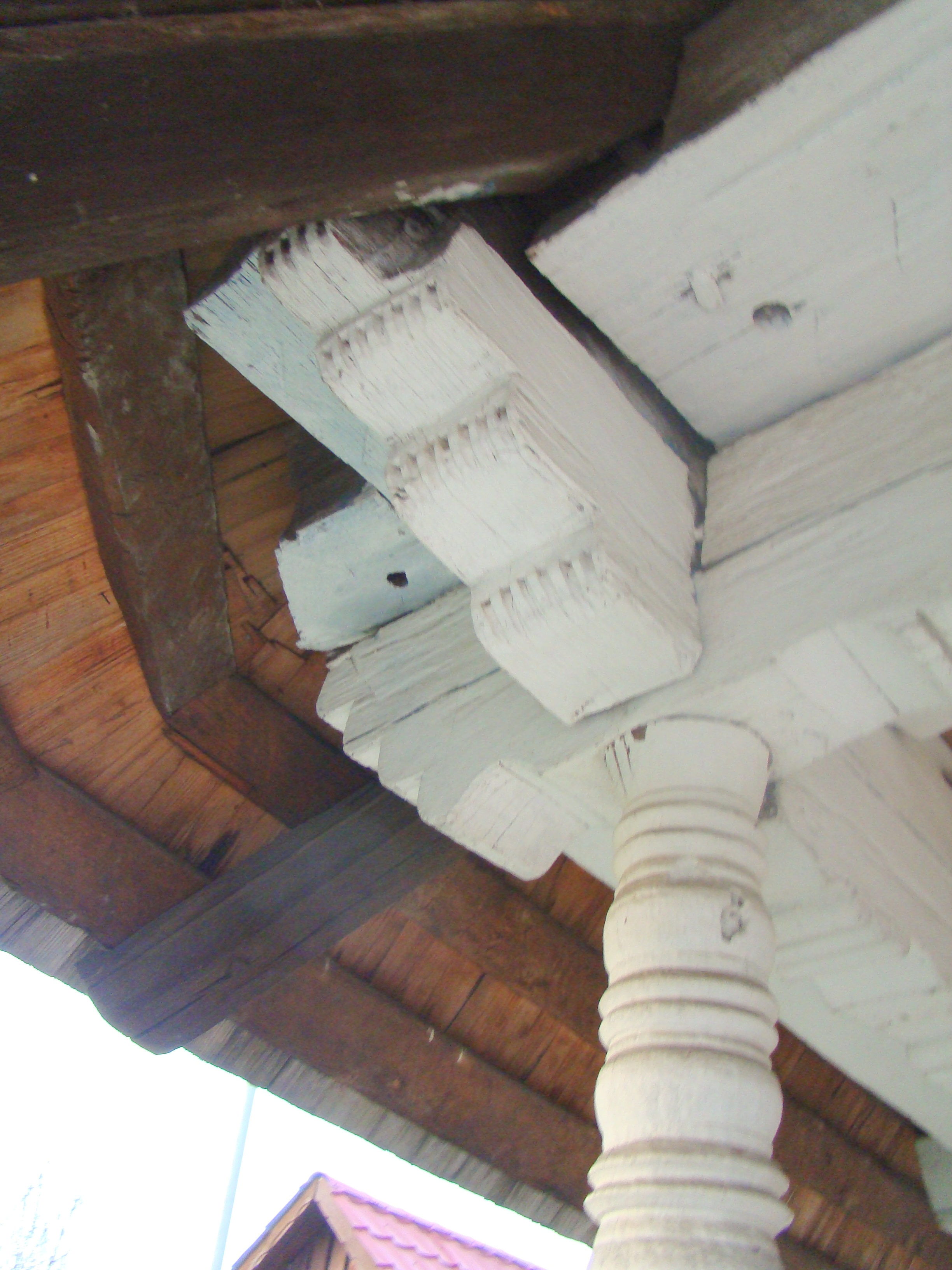
Stâlp şi console la pridvor
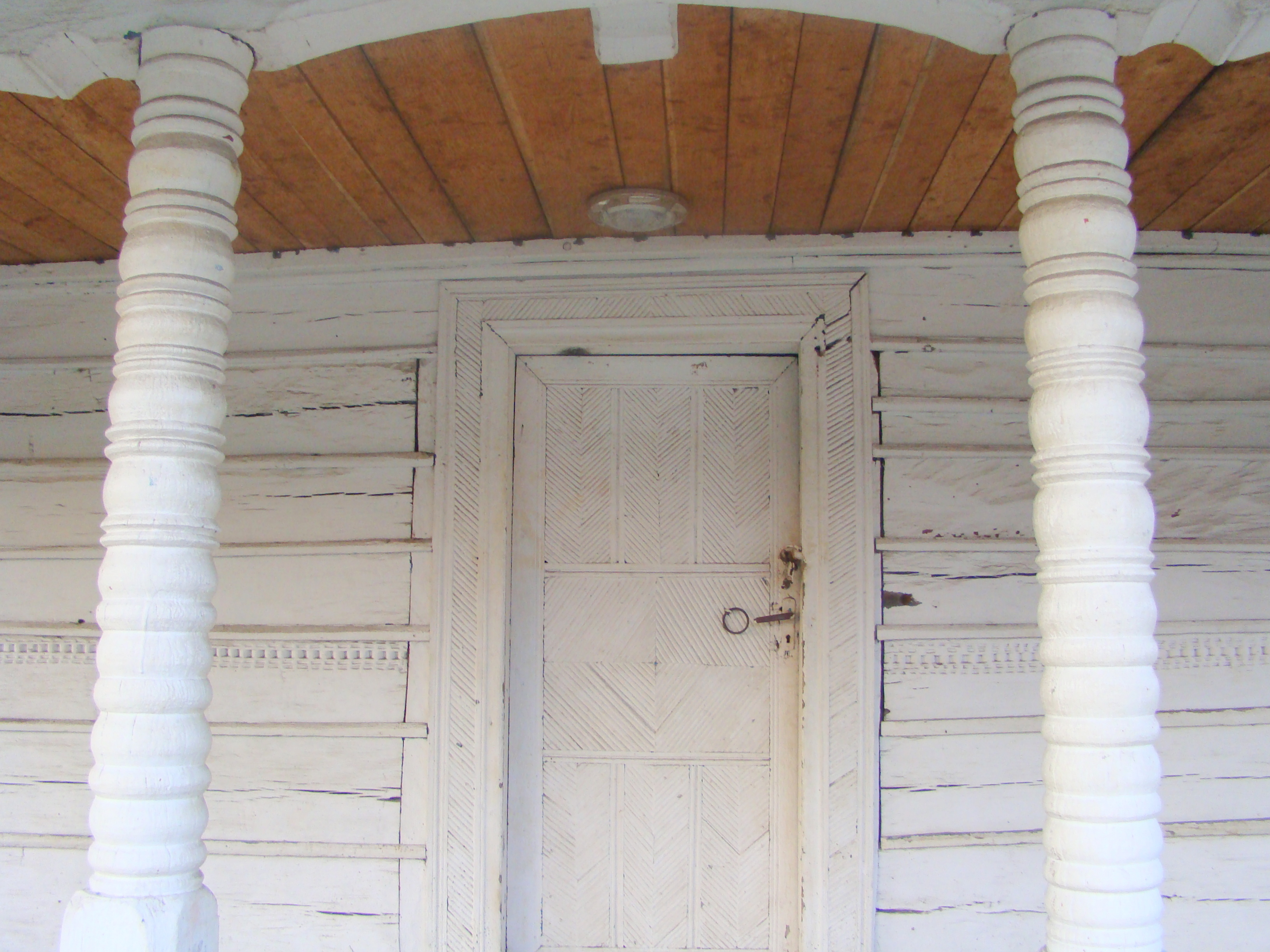
Intrarea
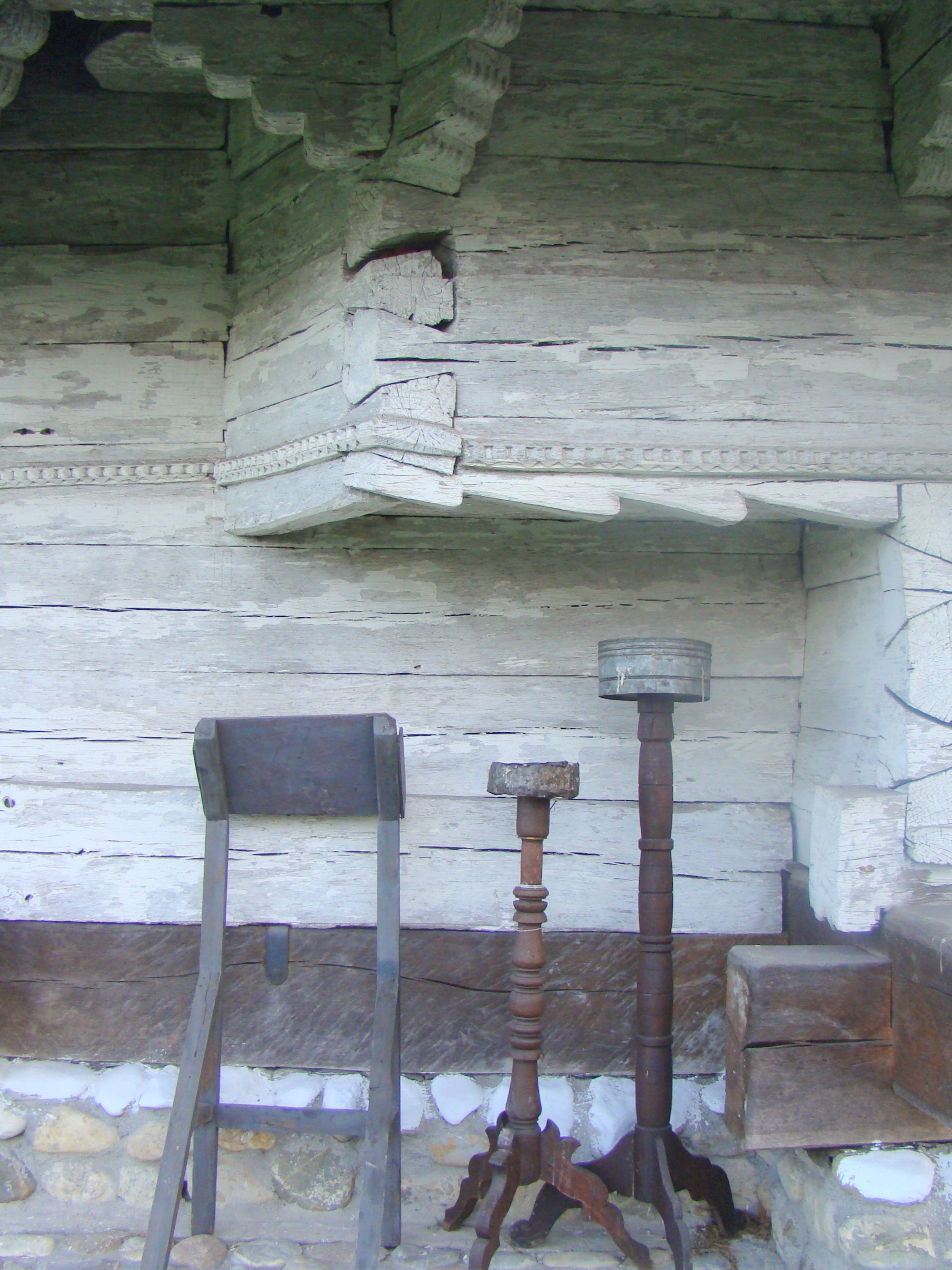
Nişă la altar
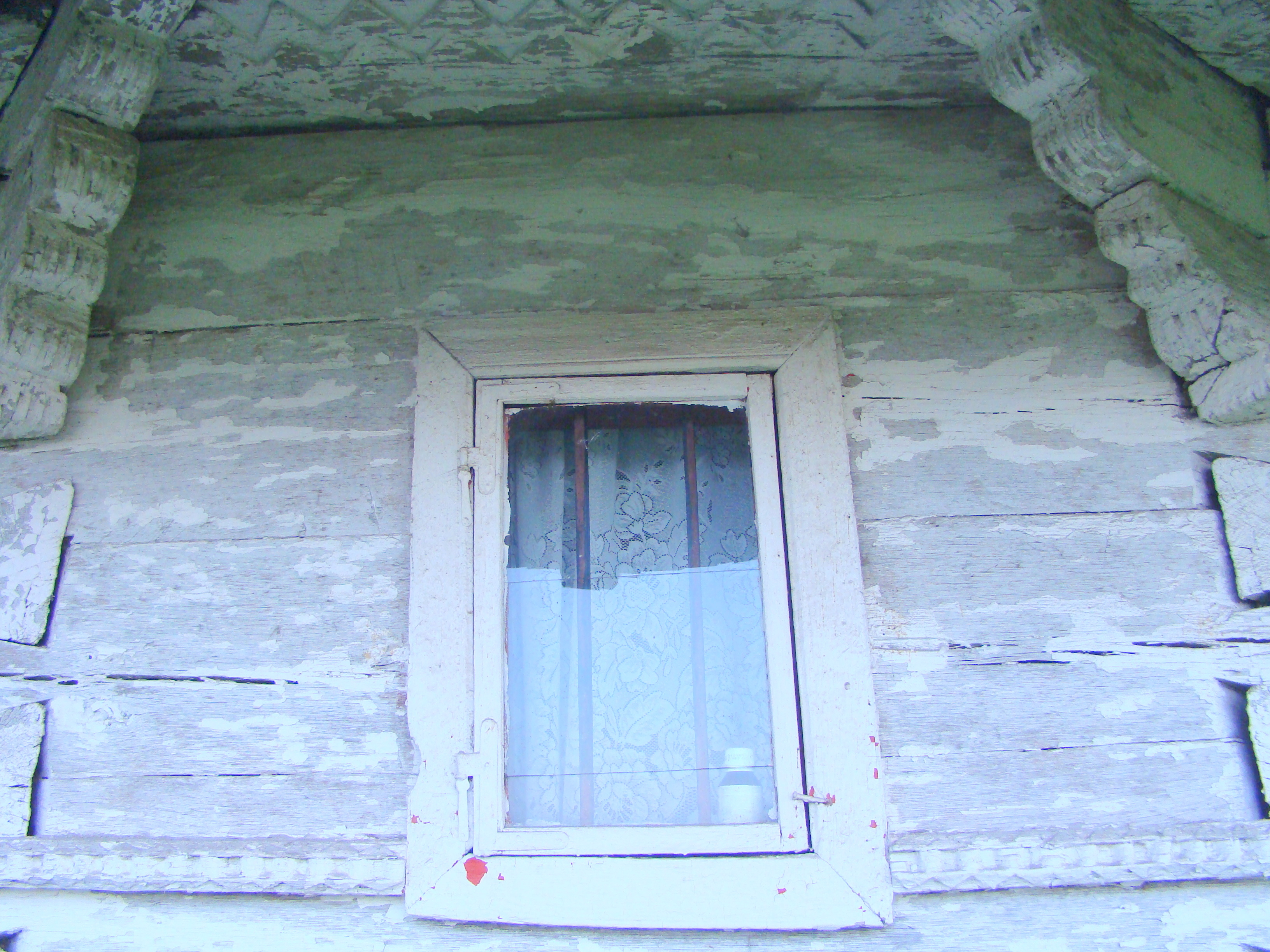
Fereastră
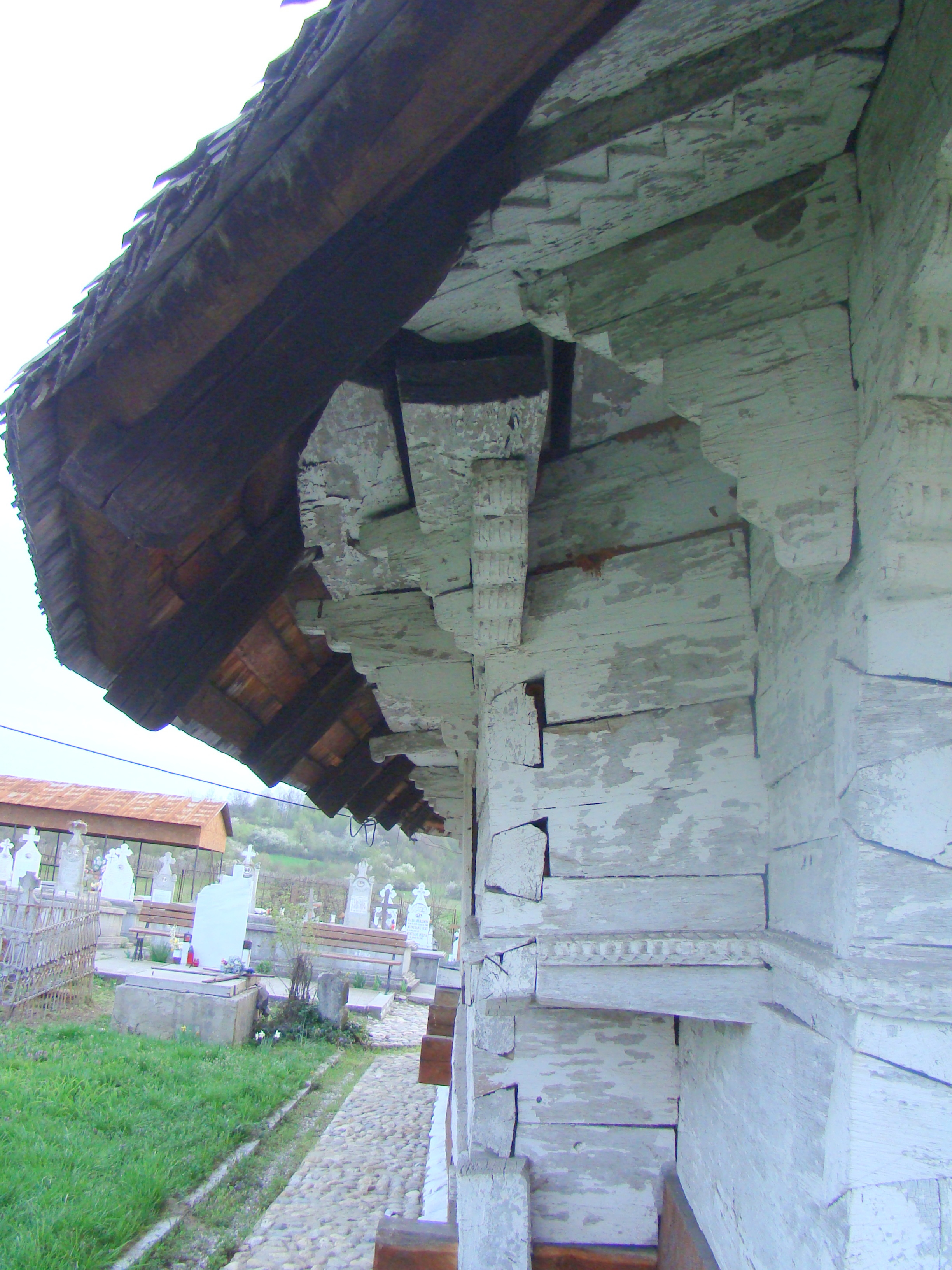
Îmbinări, console, cosoroaba zimțată
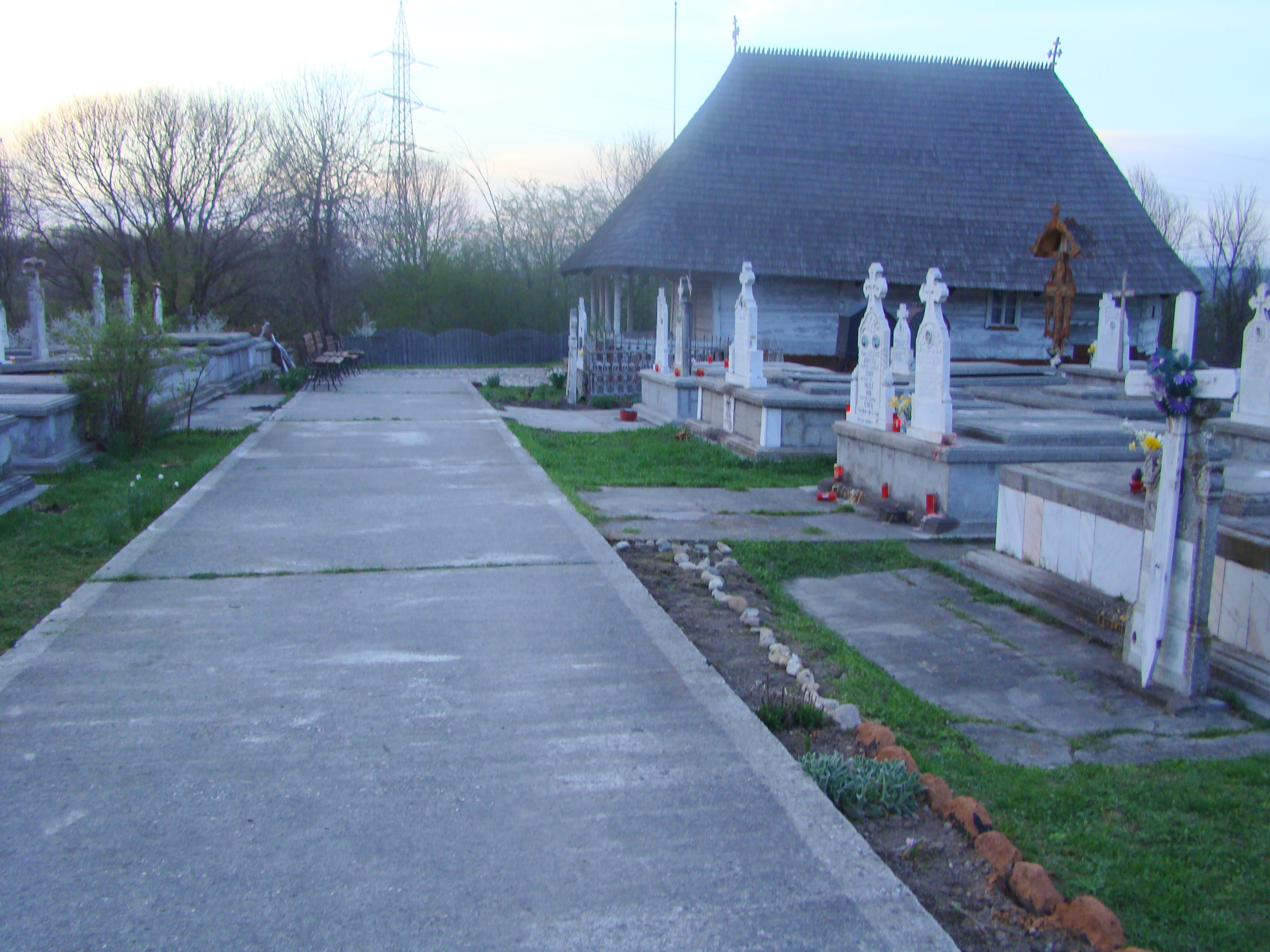
Biserica și cimitirul